# تنظیم آلوستریک
دِگَرریختاری یا آلوستریسم از مفاهیم بیوشیمی است.
آنزیم‌های دگرریختار (آلوستریک) آنزیم‌هایی هستند که علاوه بر جایگاه ویژه اتصال سوبسترا، جایگاهی برای اتصال مولکول‌هایی دارند که میزان واکنش آنزیم را افزایش یا کاهش می‌دهند.
آنزیم‌های آلوستریک دارای تفاوت‌هایی با آنزیم‌های ساده‌اند: 
- آنزیم‌های آلوستریک به صورت پلیمر پپتیدی هستند یعنی همیشه بیش از ۲ زنجیرهٔ پپتیدی در ساختمانشان وجود دارد در حالی که آنزیم‌های ساده فقط دارای یک زنجیرهٔ پپتیدی‌اند.
- آنزیم‌های آلوستریک هم جایگاه ساده دارند هم جایگاه ناظم دارند اما آنزیم‌های ساده فقط جایگاه ساده دارند. (فقط دارای یک جایگاه فعال هستند).[۳]

آنزیم‌های آلوستریک در نقاط ویژه‌ای از مسیر تنفسی به مهار کننده ها و فعال‌کننده هایی که به تنظیم گلیکولیز و چرخهٔ سیتریک‌اسید کمک می‌کند.